# Sentiero della Bonifica
Il sentiero della Bonifica è una pista ciclabile di 62 km in terra battuta. Si sviluppa sull'antica strada per la manutenzione del Canale maestro della Chiana, che corre sugli argini dello stesso, tra le città di Arezzo e Chiusi.

## Descrizione
Si tratta di una pista ciclo-pedonale bidirezionale con un modesto dislivello, completata nel 2010.
Lungo il suo percorso, partendo da Arezzo, fra i tanti punti degni di nota, ci sono:
- la Chiusa dei Monaci 43°28′04.41″N 11°49′29.78″E , costruita intorno al 1151 dai frati del monastero Santa Flora e Lucilla di Arezzo come pescaia, con la funzione di regolamentare il deflusso delle acque dell'area paludosa della Valdichiana verso l'Arno.
- il Callone di Valiano 43°07′43.52″N 11°54′12.22″E , costruito nel 1723 per regolare sia il livello delle acque dei laghi di Montepulciano e di Chiusi, sia lo scarico delle medesime nel Canale Maestro anche ai fini di assicurarne la navigabilità.
- il lago di Montepulciano, con la relativa riserva naturale, un'area protetta istituita nel 1996.
- il lago di Chiusi, un'area naturale protetta di interesse locale istituita con DGC 108 29/04/1999 - DCC 10 15/03/04. È anche sito di importanza comunitaria e zona di protezione speciale: vi è presente una delle maggiori garzaie del Centro Italia. Nella parte meridionale del lago si trova anche un'oasi WWF di 8 ettari.
- le torri di Beccati Questo e di Beccati Quest'altro 43°01′42.81″N 11°58′18.51″E , realizzate rispettivamente dai Senesi e dai Perugini all'inizio del 1400.

L'intera pista è ben segnalata e con diversi punti di appoggio. Molto frequentata soprattutto in primavera.

### Comuni attraversati
In provincia di Arezzo:

Arezzo,
Civitella in Val di Chiana,
Monte San Savino,
Castiglion Fiorentino,
Marciano della Chiana,
Cortona,
Lucignano,
Foiano della Chiana.
In provincia di Siena:

Sinalunga,
Torrita di Siena,
Montepulciano,
Chiusi.

## Galleria d'immagini

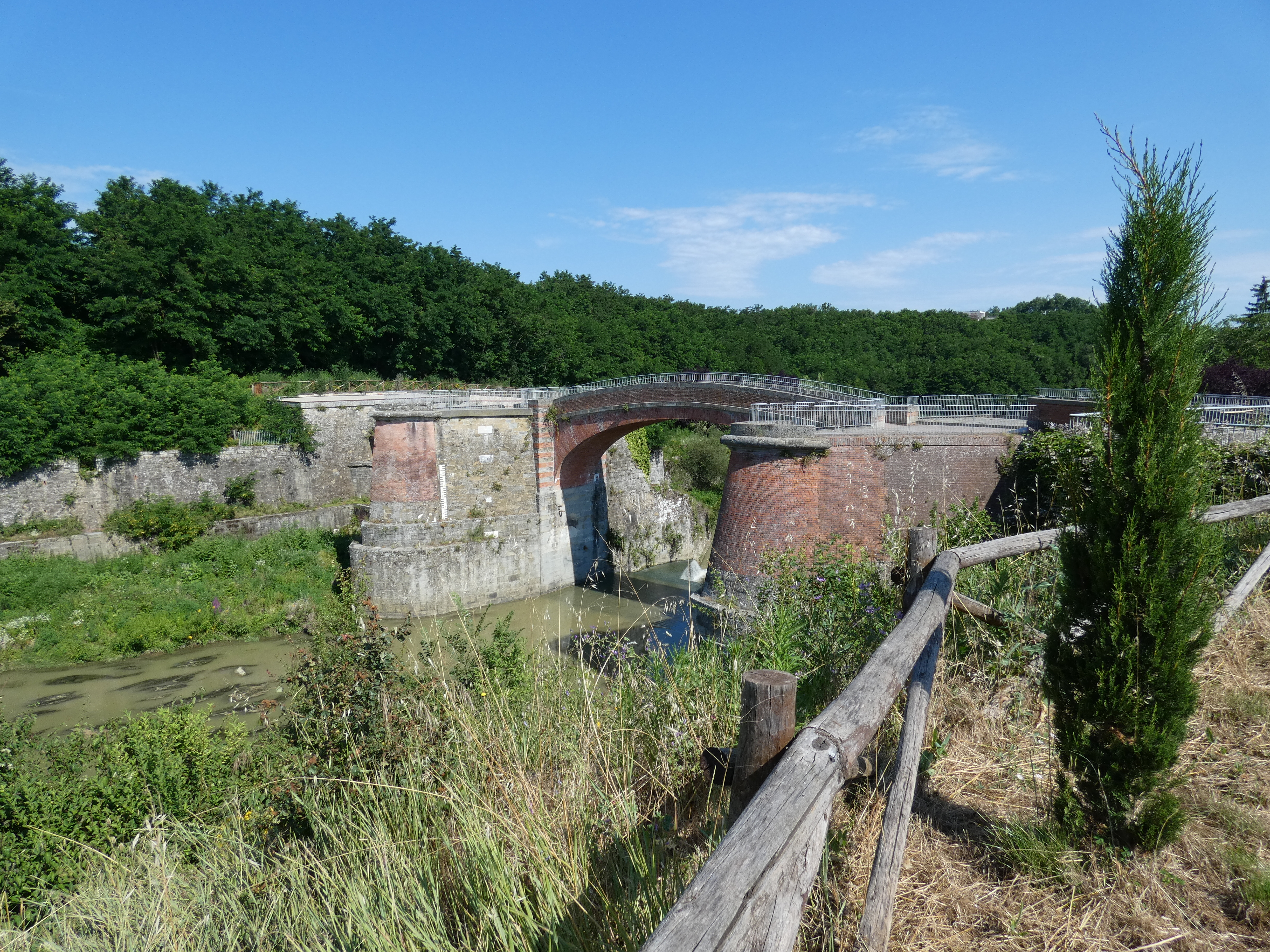
Chiusa dei Monaci
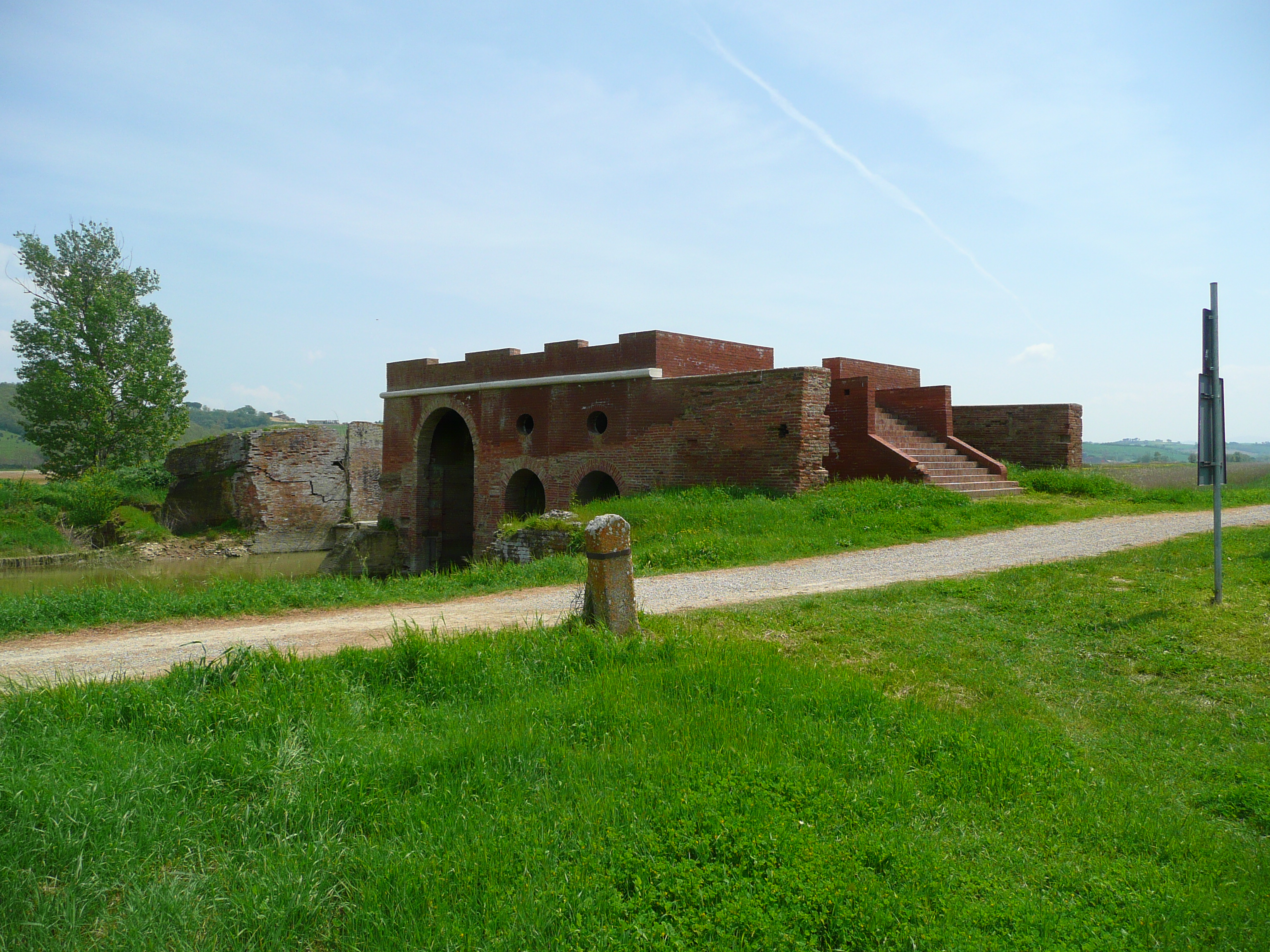
Il Callone di Valiano
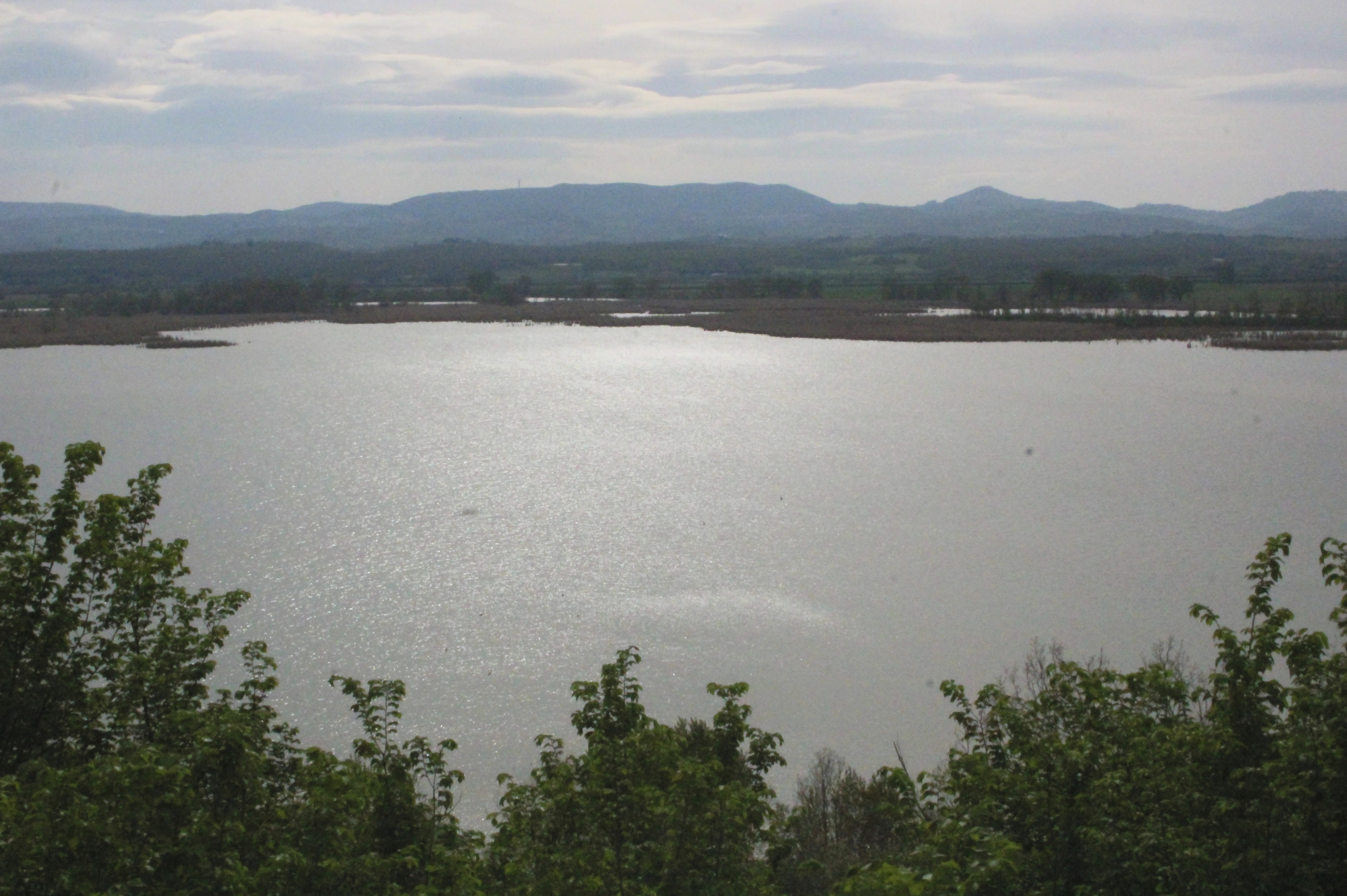
Lago di Montepulciano
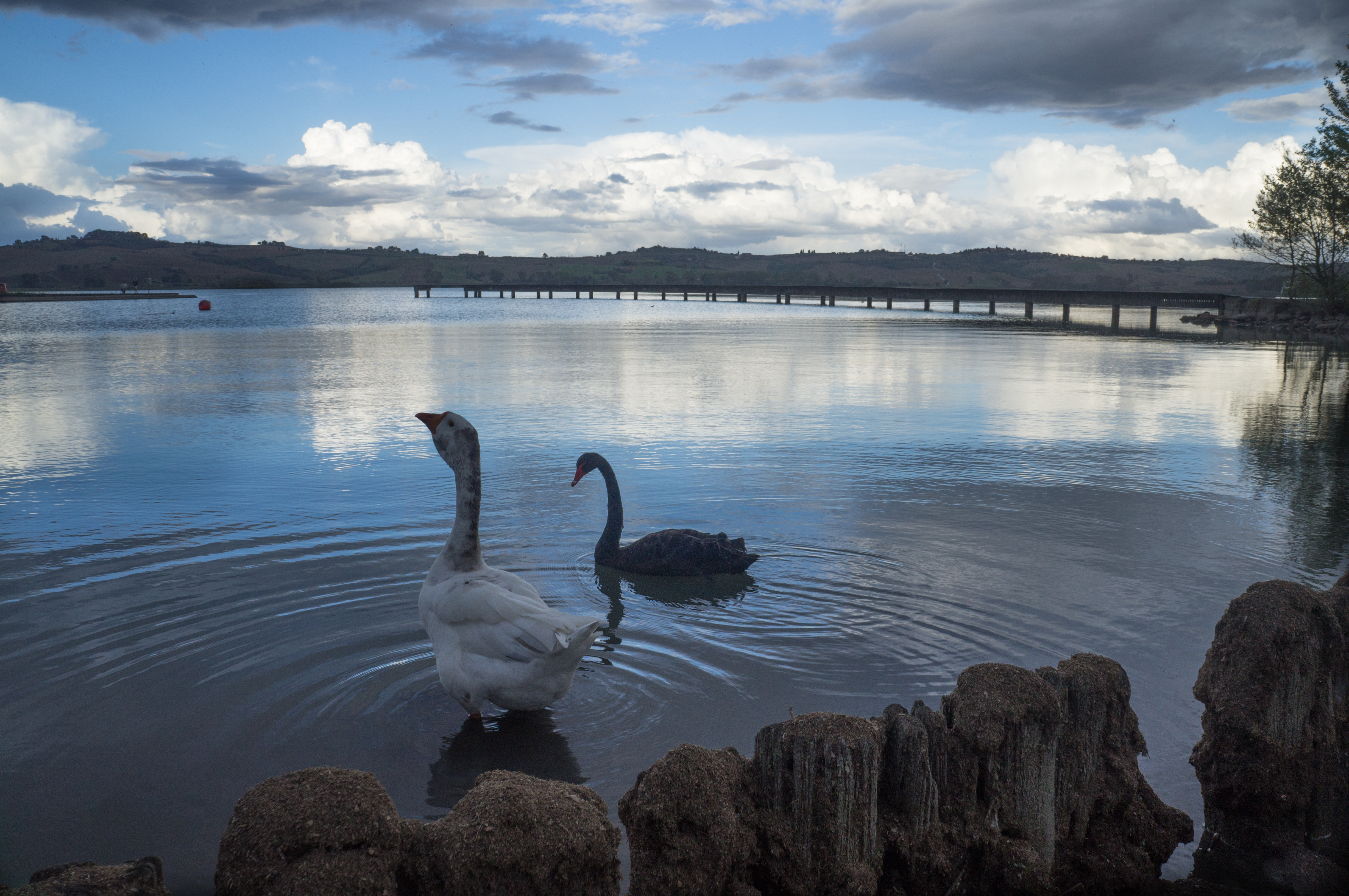
Lago di Chiusi
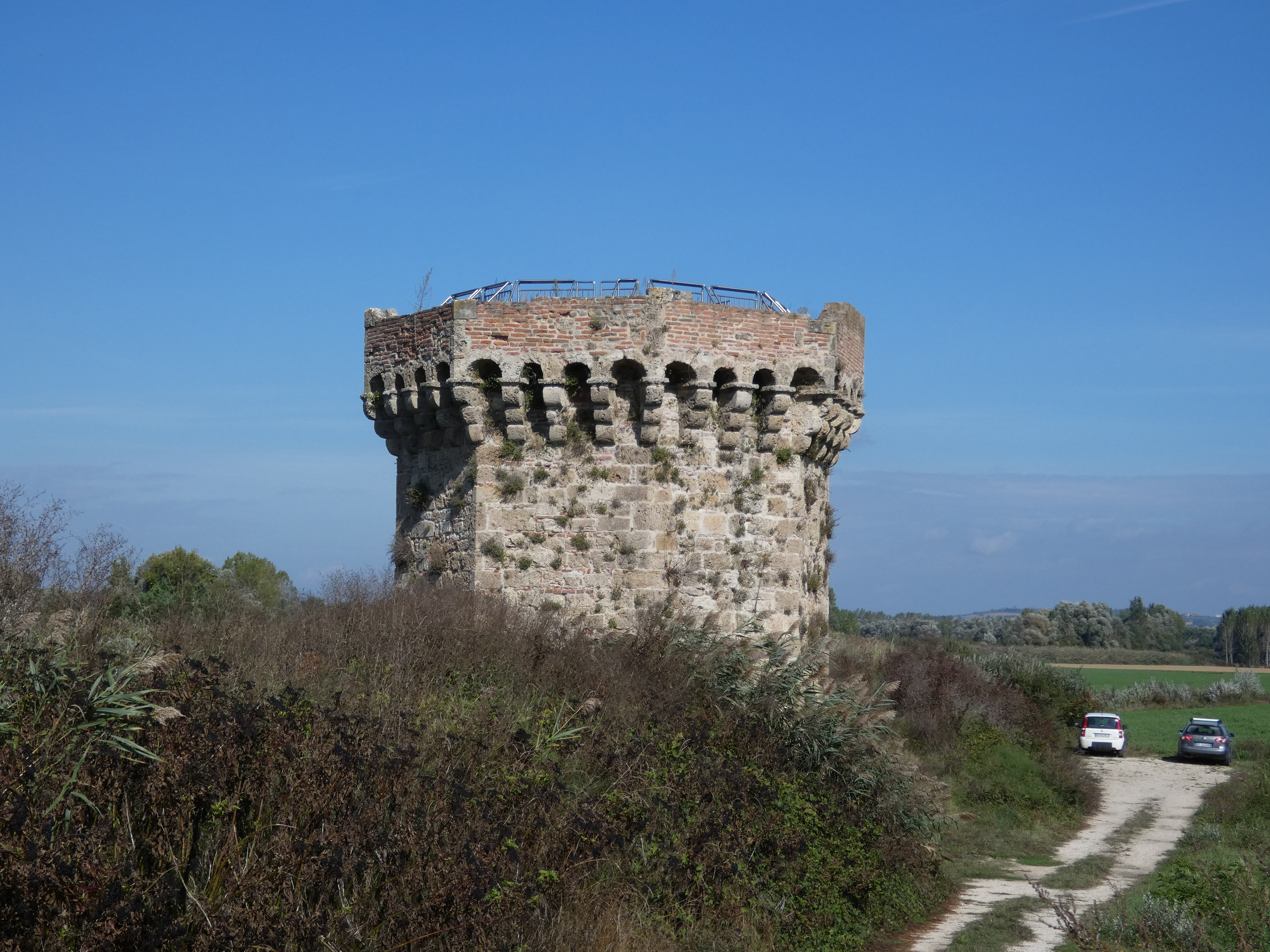
Torre Beccati Questo
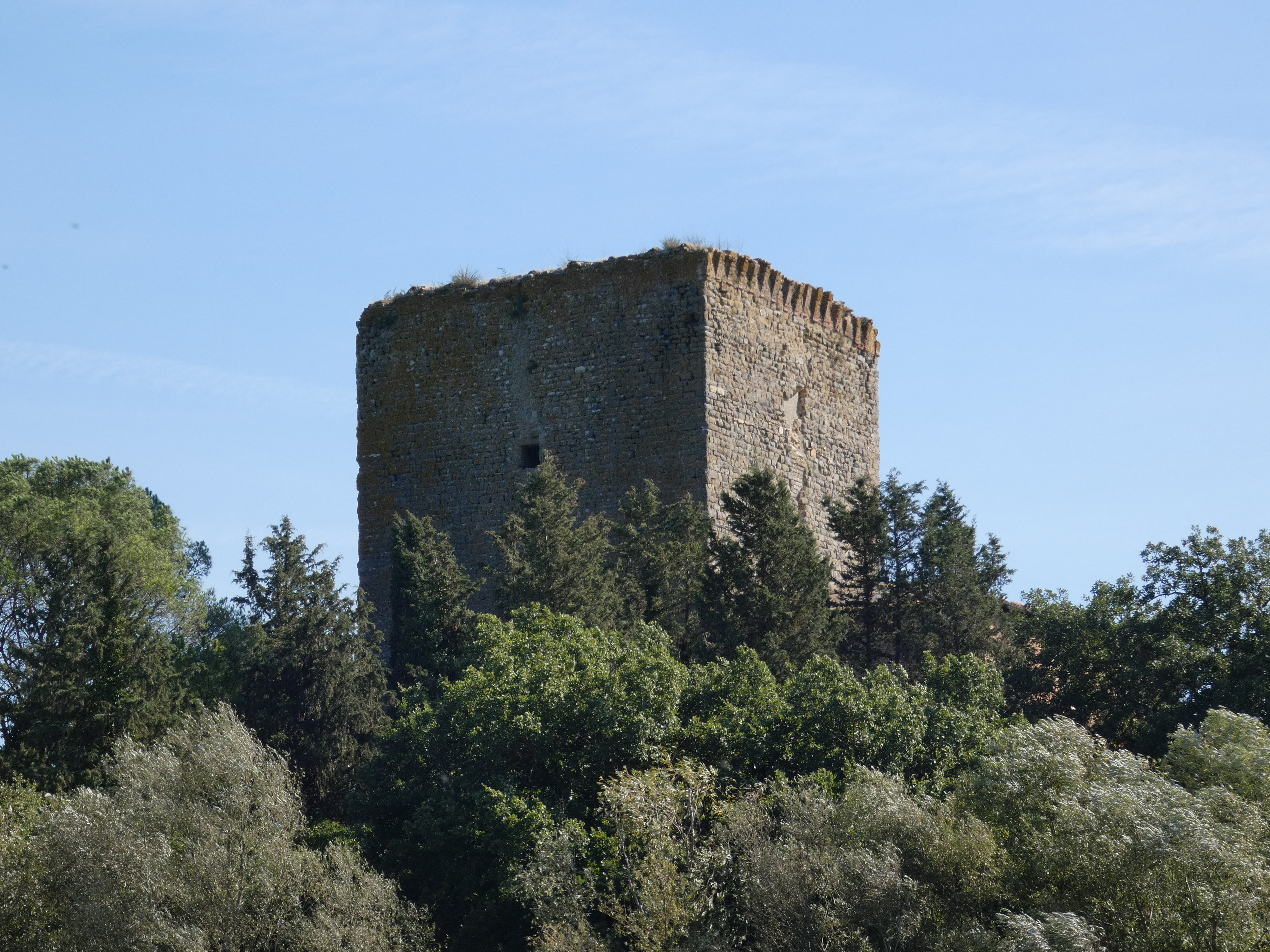
Torre Beccati Quest'altro